# Tabakoloog
Een tabakoloog of rookstopbegeleider is een deskundige die mensen helpt van hun rookverslaving af te komen. 

## Opleiding
De opleiding ‘Tabakologie- en Rookstopbegeleiding’ is een interuniversitaire (Universiteit Antwerpen, Vrije Universiteit Brussel, Katholieke Universiteit Leuven en Universiteit Gent) permanente vorming, georganiseerd door de Vlaamse Vereniging voor Respiratoire Gezondheidszorg en Tuberculosebestrijding (VRGT) in samenwerking met de Stichting tegen Kanker. Mensen die de opleiding afronden, worden opgenomen in de lijst van erkende tabakologen.
Doelgroep van deze opleiding zijn gezondheidswerkers en psychologen.

## Tabakologen in België
Tabakoloog is nog een vrij recent beroep. In België zijn er momenteel, volgens de cijfers van het Rijksinstituut voor Ziekte- en Invaliditeitsuitkering (RIZIV), slechts 120 erkende rookstopbegeleiders.

## Terugbetaling Rookstopbegeleiding
Op 15 september 2009 verscheen het Koninklijk Besluit van de “tegemoetkoming van de verzekering voor geneeskundige verzorging en uitkeringen voor de hulp bij tabaksontwenning” in het Belgisch Staatsblad. Vanaf 1 oktober 2009 is het KB in werking getreden en wie wil stoppen met roken kan gebruikmaken van een gedeeltelijke terugbetaling bij rookstopbegeleiding, als die wordt uitgevoerd door een erkend tabakoloog of (huis)arts.
Elke ‘rookstopper’ heeft recht op 8 consultaties om de 2 kalenderjaren waarbij voor de eerste consultatie 30 euro wordt terugbetaald en voor de overige 7 consultaties, 20 euro wordt terugbetaald. 
De maatregel is er gekomen op initiatief van minister van Sociale Zaken, Laurette Onkelinx in het kader van het 'Kankerplan'.
Zwangere vrouwen die rookten, hadden sinds 2005 al de mogelijkheid zich gratis te laten begeleiden door een rookstopconsulent.